# Бунич, Павел Григорьевич
Па́вел Григо́рьевич Бу́нич (25 октября 1929, Москва — 20 октября 2001, там же) — советский и российский экономист, народный депутат СССР, член-корреспондент АН СССР (1970), депутат Государственной Думы первого и второго созывов.

## Биография

### Образование и научная деятельность
Окончил экономический факультет МГУ имени М. В. Ломоносова в 1952 году, в 1955 году — аспирантуру Московского государственного экономического института (ныне Российский экономический университет имени Г. В. Плеханова), Слоуновскую школу менеджмента Массачусетского технологического института (США), работал в Научно-исследовательском финансовом институте в различных должностях вплоть до заместителя директора.
С 1961 по 1964 возглавлял кафедру политэкономии Московского автомобильно-дорожного института.
- С 1965 по 1970 год — заведующий лабораторией Центрального экономико-математического института АН СССР.
- С 1970 по 1975 год — директор хабаровского комплексного НИИ, директор-организатор Института экономических исследований, член президиума Дальневосточного научного центра АН СССР
- С 1975 по 1990 год — заведующий кафедрой хозяйственного механизма управления экономикой Московского института управления им. С. Орджоникидзе.
- С 1990 года — проректор, с 1991 года — первый проректор Академии народного хозяйства при Совете Министров СССР (ныне — при Президенте Российской Федерации).

### Политическая деятельность
В 1989 году был избран народным депутатом СССР от АН СССР, входил в Межрегиональную депутатскую группу, был заместителем председателя Комитета по вопросам экономической реформы, членом Конституционной комиссии Верховного Совета СССР, являлся членом Президиума Межпарламентского союза, членом делегации СССР в парламентской ассамблее Совета Европы.
С 1990 года возглавлял Союз предпринимателей и арендаторов СССР, преобразованный в Международный союз в 1993 году, являлся вице-президентом Российского союза промышленников и предпринимателей.
В 1990—1991 годах состоял в ЦК КПСС. В 1991 году вошел в Политсовет Движения демократических реформ. С 1991 по 1993 год — член Высшего консультационно-координационного совета при Председателе Верховного Совета РСФСР, в дальнейшем Президентского Совета. В 1993 году стал создателем и председателем партии «Демократическая инициатива». В 1996 году вошел в состав Совета общественно-политического движения «Наш дом — Россия». В Государственную Думу первого созыва был избран в 1993 году по списку блока «Выбор России» (4 октября 1995 года вышел из фракции), в Государственную Думу второго созыва в 1995 года как независимый кандидат; в Государственной Думе Российской Федерации второго созыва был членом Совета фракции «Наш дом — Россия», председателем Комитета по собственности, приватизации и хозяйственной деятельности.

Был объявлен 1 марта 1995 года на 1-м канале Останкино Владиславом Листьевым «завтрашним» гостем телепрограммы «Час пик».
<…>Прощаюсь с вами до завтра, а завтра — час пик для Павла Бунича.Влад Листьев
 Программа не состоялась ввиду того, что вечером того же дня Листьев был убит. Бунич пришёл в программу «Час пик» лишь через 19 дней после убийства Листьева — 20 марта 1995 года.
Являлся президентом Международного конгресса «За региональный рынок Восточной Европы и Азии», председателем Научно-экономического совета при правительстве Москвы, членом управляющего совета общественно-государственного фонда «Российский центр приватизации». Был советником президента СССР М. С. Горбачёва и президента РФ Б. Н. Ельцина.
Автор ряда книг и монографий по проблемам экономики и управления народным хозяйством.
Последние годы жизни жил и работал в Москве.

Могила на Донском кладбище

Скончался на 72-м году жизни 20 октября 2001 года. Похоронен в Москве на Донском кладбище (4 уч.).

## Семья
Жена — Бунич (Хавина) Людмила Иосифовна, 1931 года рождения — умерла 12 августа 2001 года. Сын — экономист Андрей Бунич, 1963 года рождения, после смерти отца возглавил Союз предпринимателей и арендаторов России.

## Награды и звания
- орден «За заслуги перед Отечеством» III степени (22 октября 1999) — за большой личный вклад в реформирование экономики и многолетнюю плодотворную общественно-политическую и научную деятельность[4]
- орден Трудового Красного Знамени (20 апреля 1990) — за большой вклад в развитие экономической науки и подготовку специалистов для народного хозяйства[5]
- орден «Знак Почёта»
- орден Орла I степени (Межрегиональный комитет по наградам ордена Орла)
- доктор экономических наук (с 1961), профессор (с 1962)
- Академик Академии коммерческих наук (с 1992 года)

## Сочинения
- Пути улучшения использования основных фондов. — М.: Госфиниздат, 1962. — 143 с.
- Проблемы хозяйственного расчета и финансов в условиях реформы / Под ред. акад. А. М. Румянцева. — М.: Финансы, 1970. — 207 с.
- Хозяйственный механизм развитого социализма: Сущность, структура, проблемы и перспективы. — М.: Наука, 1980. — 351 с.
- Главное — заинтересовать: [О труд. стимулировании]. — М.: Экономика, 1986. — 247,[1] с.
- Хозмеханизм: идеи и реальности. — М.: Политиздат, 1988. — 123,[2] с. — ISBN 5-250-00456-3.
- Самофинансирование / 2-е изд., перераб. и доп. — М.: Финансы и статистика, 1989. — 96,[1] с. — ISBN 5-279-00472-3.
- Новые ценности. — М.: Наука, 1989. — 254,[2] с. — ISBN 5-02-011943-1.